# Jennifer Rubell
Jennifer Rubell, född 1970 i New York, är en amerikansk matjournalist och performance- och installationskonstnär.
Jennifer Rubell är dotter till konstsamlarna Donald och Mera Rubell, vilka grundat konstmuseet Rubell Family Collection i Miami, samt brorsdotter till klubbägaren Steve Rubell. Hon studerade konsthistoria vid Harvard i Cambridge i USA med magisterexamen 1993 samt matlagning vid Culinary Institute of America i New York. Hon har i många år arbetat i såväl familjens hotellrörelse som i konstverksamheten. 
Hon arbetade i Miami i familjens hotell och var kolumnist i bland annat matfrågor i Miami Herald och livsstilstidskriften Domino.
. Omkring år 2009 övergick Jennifer Rubell till en yrkesbana som konstnär. 
Hon gör konstverk, ofta interaktiva, vilka kombinerar performancekonst och installationer med skulpturer av allehanda material som mat, dryck, vax, glasfiber och trä. Bland hennes kända interaktiva installationer finns Lysa (Series) från 2014, som är en nötknäppare i form av en fullskalig naken kvinnlig mannekäng i glasfiber och stål, med vilken publiken knäcker valnötter som den placerar i hennes sköte. En annan är Portrait of the Artist från 2013, som är en 7,19 meter lång uppförstorad skulptur av en sidoliggande Jennifer Rubell, gravid i åttande månaden, i stålförstärkt glasfiber, i vilken buken är urgröpt till en håla för en åskådare att krypa in i.
Hennes första separatutställning var Engagement på Stephen Friedman Gallery i London i februari 2011.
År 2013 inledde hon ett samarbete med målaren Brandi Twilley (född 1982). De bildade en konstnärsduo med namnet Brad Jones.
Hon bor och arbetar i New York.